# Daniel McConnell
Daniel McConnell (Bruthen, 9 augustus 1985) is een Australische mountainbiker. Hij vertegenwoordigde zijn land tweemaal op de Olympische Spelen. In 2008 werd hij 39ste, in 2012 21ste.

## Overwinningen
| Seizoen | Wereldbeker | Kampioenschappen | Overige                             | Totaal aantal zeges |
| ------- | ----------- | ---------------- | ----------------------------------- | ------------------- |
| 2006    |             |                  | Warragul                            | 1                   |
| 2007    |             |                  |                                     | 0                   |
| 2008    |             |                  |                                     | 0                   |
| 2009    |             |                  |                                     | 0                   |
| 2010    |             | AK               | Dunedine, Suai                      | 3                   |
| 2011    |             |                  |                                     | 0                   |
| 2012    |             | AK               | Mt Buller                           | 2                   |
| 2013    | Albstadt    |                  | Dripping Springs, Bright, Vermiglio | 4                   |
| 2014    |             | AK               | Margam Park                         | 1                   |

## Ploegen
- 2006–SouthAustralia.com-AIS
- 2007–SouthAustralia.com-AIS
- 2009–Torq Performance Nutrition
- 2010–Torq Performance Nutrition
- 2013–Trek Factory Racing (MTB)
- 2014–Trek Factory Racing (MTB)
- 2015–Trek Factory Racing

J.Clarke · S.Clarke · Dawson · Finning · Ford · Goss · Higgerson · Hutchinson · Lloyd · McConnell · Meadley · Olman · Sulzberger · Wooldridge
Bates · J.Clarke · S.Clarke · Dawson · Dempster · Finning · M.Ford · W.Ford · Higgerson · Jamieson · Lewis · McConnell · Meyer · Norris · Olman · Sanderson · Sulzberger · Walker · Wooldridge
Alafaci · Arredondo · Beppu · Busche · Cancellara · Coledan · Devolder · Didier · Felline · Irizar · Jungels · McConnell · Mollema · Nizzolo · Popovytsj · B.van Poppel · D.van Poppel · Rast · Roulston · Schleck · Sergent · Silvestre · Steegmans · Stuyven · Vandewalle · Watson · Zoidl · Zubeldia · Basso (stagiair) · Bernard (stagiair) · Rekita (stagiair)